# آرشاویر
آرشاویر (به ارمنی: Արշաւիր) نام کوچک مردانه رایج در میان ارمنیان می‌باشد.
- آرشاویر داربنی
- آرشاویر در آوانسیان
- آرشاویر شیراکیان
- آرشاویر مگردیچ
- آرشاویر ملکی